# Yoldia limatula
Yoldia limatula – gatunek małża należącego do podgromady pierwoskrzelnych.
Muszla wielkości około 5–6 cm. Kształtu owalnego, wydłużonego. Kolor muszli zielony błyszczący.
Bytują w umiarkowanie płytkich wodach zagrzebane w mule. Żyją w mule. Są rozdzielnopłciowe, bez zaznaczonych różnic płciowych w budowie muszli. Odżywiają się planktonem oraz detrytusem.
Występuje w Ameryce Północnej na terenie USA i Kanady od Zatoki Świętego Wawrzyńca do New Jersey. Występuje również na wybrzeżu Pacyfiku od Alski do San Diego.